# Ptychamalia tactiturna
Ptychamalia tactiturna là một loài bướm đêm trong họ Geometridae.